# The Rugby Championship 2022
The Rugby Championship 2022 war die zehnte Ausgabe des jährlich stattfindenden Rugby-Union-Turniers The Rugby Championship, Nachfolger des seit 1996 bestehenden Wettbewerbs Tri Nations. An sechs Wochenenden zwischen dem 6. August und dem 24. September 2022 wurde der Turniersieger in zwölf Spielen ermittelt. Teilnehmer waren die Nationalmannschaften von Argentinien, Australien, Neuseeland und Südafrika. Den Titel gewann Neuseeland. Damit verteidigte man den Bledisloe Cup und den Freedom Cup, während sich Australien die Mandela Challenge Plate und die Puma Trophy sicherte.

## Tabelle
|    | Land        | Spiele | Siege | Unent. | Ndlg. | Spiel- punkte | Diff. | Bonus- punkte | Tabellen- punkte |
| -- | ----------- | ------ | ----- | ------ | ----- | ------------- | ----- | ------------- | ---------------- |
| 1. | Neuseeland  | 6      | 4     | 0      | 2     | 195:128       | + 67  | 3             | 19               |
| 2. | Südafrika   | 6      | 4     | 0      | 2     | 164:119       | + 45  | 2             | 18               |
| 3. | Australien  | 6      | 2     | 0      | 4     | 142:194       | − 52  | 2             | 10               |
| 4. | Argentinien | 6      | 2     | 0      | 4     | 143:203       | − 60  | 1             | 9                |

## Spiele und Ergebnisse

### Erste Runde
| 6. August 2022 17:05 SAST (UTC+2) | Südafrika | 26 : 10        | Neuseeland                                                                             | Mbombela Stadium, Mbombela Zuschauer: 42.367 Schiedsrichter: Angus Gardner (Australien) |
| 6. August 2022 17:05 SAST (UTC+2) | Versuche: Arendse 9. erh. le Roux 80. erh. Erhöhungen: Pollard (2/2) Straftritte: Pollard (3/3) 22., 50., 73. Dropgoals: Pollard (1/1) 58. | (10:3) Bericht | Versuche: Frizell 78. erh. Erhöhungen: Moʻunga (1/1) Straftritte: J. Barrett (1/1) 35. | Mbombela Stadium, Mbombela Zuschauer: 42.367 Schiedsrichter: Angus Gardner (Australien) |

- Malcolm Marx absolvierte sein 50. Test Match für Südafrika.
- Erstmals seit 2009 gewann Südafrika zum zweiten Mal in Folge gegen Neuseeland.
- Neuseeland verlor erstmals seit 1998 drei Spiele in Folge und es handelte sich mit 16 Punkten Rückstand um die geschichtlich höchste Niederlage überhaupt.
- Mit dieser Niederlage rutschte Neuseeland auf Platz 5 der Weltrangliste ab, die bisher schlechteste Klassierung.

| 6. August 2022 16:05 AST (UTC−3) | Argentinien | 26 : 41         | Australien | Estadio Malvinas Argentinas, Mendoza Zuschauer: 42.000 Schiedsrichter: Mike Adamson (Schottland) |
| 6. August 2022 16:05 AST (UTC−3) | Versuche: Matera 5. erh. González 54. erh. Erhöhungen: Boffelli (2/2) Straftritte: Boffelli (4/5) 11., 15., 21., 41. | (16:10) Bericht | Versuche: Petaia 17. erh. McReight 47. erh. Strafversuch 61. Fainga’a 69. erh. Ikitau 80.+5 erh. Erhöhungen: Cooper (1/1) Hodge (3/3) Straftritte: Cooper (1/1) 9. Hodge (1/1) 65. | Estadio Malvinas Argentinas, Mendoza Zuschauer: 42.000 Schiedsrichter: Mike Adamson (Schottland) |

- Australien verteidigte die Puma Trophy.

### Zweite Runde
| 13. August 2022 17:05 SAST (UTC+2) | Südafrika                                                                                                   | 23 : 35         | Neuseeland | Ellis Park Stadium, Johannesburg Zuschauer: 61.519 Schiedsrichter: Luke Pearce (England) |
| 13. August 2022 17:05 SAST (UTC+2) | Versuche: Am 36. erh. Mapimpi 58. erh. Erhöhungen: Pollard (2/2) Straftritte: Pollard (3/3) 40.+1, 45., 67. | (10:15) Bericht | Versuche: Cane 27. n.erh. Taukei’aho 32. erh. Havili 73. erh. S. Barrett 78. erh. Erhöhungen: Moʻunga (3/4) Straftritte: Moʻunga (3/3) 24., 48., 57. | Ellis Park Stadium, Johannesburg Zuschauer: 61.519 Schiedsrichter: Luke Pearce (England) |

- Frans Malherbe spielte zum 50. Mal in einem Test Match für Südafrika.

| 13. August 2022 16:05 AST (UTC−3) | Argentinien | 48 : 17         | Australien                                                                                        | Estadio del Bicentenario, San Juan Zuschauer: 23.155 Schiedsrichter: Karl Dickson (England) |
| 13. August 2022 16:05 AST (UTC−3) | Versuche: Imhoff 1. erh. Gallo (2) 5. erh., 63. erh. de la Fuente 23. erh. González 30. n.erh. Boffelli 77. n.erh. Albornoz 80.+1 erh. Erhöhungen: Boffelli (5/7) Straftritte: Boffelli (1/1) 53. | (26:10) Bericht | Versuche: Slipper 11. erh. Ikitau 66. erh. Erhöhungen: O’Connor (2/2) Straftritte: O’Connor (1/1) | Estadio del Bicentenario, San Juan Zuschauer: 23.155 Schiedsrichter: Karl Dickson (England) |

- Dies war Argentiniens bisher höchster Sieg über Australien.

### Dritte Runde
| 27. August 2022 15:00 ACST (UTC+9:30) | Australien | 25 : 17        | Südafrika                                                                                         | Adelaide Oval, Adelaide Zuschauer: 36.336 Schiedsrichter: Paul Williams (Neuseeland) |
| 27. August 2022 15:00 ACST (UTC+9:30) | Versuche: McReight (2) 1. erh., 56. erh. Koroibete 46. n.erh. Erhöhungen: Lolesio (2/2) Straftritte: Lolesio (2/2) 6., 63. | (10:3) Bericht | Versuche: Smith (2) 74. erh., 80. erh. Erhöhungen: Jantjies (2/2) Straftritte: Jantjies (1/3) 23. | Adelaide Oval, Adelaide Zuschauer: 36.336 Schiedsrichter: Paul Williams (Neuseeland) |

- Australien verteidigte den Mandela Challenge Plate.

| 27. August 2022 19:45 NZST (UTC+12) | Neuseeland | 18 : 25         | Argentinien | Rugby League Park, Christchurch Zuschauer: 20.000 Schiedsrichter: Nika Amaschukeli (Georgien) |
| 27. August 2022 19:45 NZST (UTC+12) | Versuche: Taukei’aho 10. n.erh. Clarke 31. erh. Erhöhungen: Moʻunga (1/2) Straftritte: Moʻunga (2/3) 28., 46. | (15:12) Bericht | Versuche: González 46. erh. Erhöhungen: Boffelli (1/1) Straftritte: Boffelli (6/6) 7., 17., 36., 40., 56., 65. | Rugby League Park, Christchurch Zuschauer: 20.000 Schiedsrichter: Nika Amaschukeli (Georgien) |

- Zum ersten Mal gewann Argentinien in Neuseeland.
- Marcos Kremer absolvierte sein 50. Test Match für Argentinien.

### Vierte Runde
| 3. September 2022 19:05 NZST (UTC+12) | Neuseeland | 53 : 3         | Argentinien                     | Waikato Stadium, Hamilton Zuschauer: 22.000 Schiedsrichter: Nic Berry (Australien) |
| 3. September 2022 19:05 NZST (UTC+12) | Versuche: de Groot 9. erh. Clarke 18. erh. Ioane 37. erh. Cane 60. erh. Savea 66. n.erh. Retallick 73. erh. B. Barrett 80.+3 erh. Erhöhungen: Moʻunga (4/4) J. Barrett (2/3) Straftritte: Moʻunga (2/2) 2., 46. | (24:3) Bericht | Straftritte: Boffelli (1/1) 32. | Waikato Stadium, Hamilton Zuschauer: 22.000 Schiedsrichter: Nic Berry (Australien) |

| 3. September 2022 19:35 AEST (UTC+10) | Australien                                               | 8 : 24         | Südafrika | Sydney Football Stadium, Sydney Zuschauer: 45.000 Schiedsrichter: Ben O’Keeffe (Neuseeland) |
| 3. September 2022 19:35 AEST (UTC+10) | Versuche: Samu 78. n.erh. Straftritte: Lolesio (1/1) 31. | (3:12) Bericht | Versuche: de Allende 8. erh. Moodie 38. n.erh. Mostert 42. n.erh. Mapimpi 70. erh. Erhöhungen: Willemse (1/3) Steyn (1/1) | Sydney Football Stadium, Sydney Zuschauer: 45.000 Schiedsrichter: Ben O’Keeffe (Neuseeland) |

- Erstmals seit 2013 gelang den Südafrikanern ein Sieg in Australien.

### Fünfte Runde
| 15. September 2022 19:45 AEST (UTC+10) | Australien | 37 : 39         | Neuseeland | Docklands Stadium, Melbourne Zuschauer: 53.343 Schiedsrichter: Mathieu Raynal (Frankreich) |
| 15. September 2022 19:45 AEST (UTC+10) | Versuche: Valetini 25. erh. Kellaway (2) 60. erh., 66. erh. Samu 72. erh. Erhöhungen: Foley (4/4) Straftritte: Foley (2/2) 17., 47. White (1/1) 77. | (10:10) Bericht | Versuche: Taukei’aho (2) 3. erh., 40. erh. Moʻunga 51. erh. Jordan 54. erh. J. Barrett 80. n.erh. Erhöhungen: Moʻunga (4/5) Straftritte: Moʻunga (2/2) 11., 70. | Docklands Stadium, Melbourne Zuschauer: 53.343 Schiedsrichter: Mathieu Raynal (Frankreich) |

- Marika Koroibete spielte zum 50. Mal in einem Test Match für Australien.
- Neuseeland verteidigte den Bledisloe Cup.

| 17. September 2022 21:10 AST (UTC−3) | Argentinien                                                                                               | 20 : 36        | Südafrika | Estadio Libertadores de América, Buenos Aires Zuschauer: 34.000 Schiedsrichter: James Doleman (Neuseeland) |
| 17. September 2022 21:10 AST (UTC−3) | Versuche: Strafversuch 65. Moroni 68. erh. Erhöhungen: Boffelli (1/1) Straftritte: Boffelli (2/3) 8., 23. | (6:10) Bericht | Versuche: Strafversuch 20. Hendrikse 27. erh. Marx (2) 32. n.erh., 79. erh. de Allende 74. erh. Erhöhungen: Willemse (1/2) Steyn (2/2) Straftritte: Willemse (1/2) 11. | Estadio Libertadores de América, Buenos Aires Zuschauer: 34.000 Schiedsrichter: James Doleman (Neuseeland) |

- Agustín Creevy spielte zum 95. Mal für Argentinien und stellte damit eine neue Bestmarke auf.

### Sechste Runde
| 24. September 2022 19:05 NZST (UTC+12) | Neuseeland | 40 : 14        | Australien                                                                        | Eden Park, Auckland Schiedsrichter: Andrew Brace (Irland) |
| 24. September 2022 19:05 NZST (UTC+12) | Versuche: Jordan 23. erh. Strafversuch 27. Whitelock 43. erh. Taylor 54. n.erh. Taukei’aho 65. n.erh. Erhöhungen: Moʻunga (2/4) Straftritte: Moʻunga (3/3) 21., 47., 77. | (17:0) Bericht | Versuche: Fainga’a 59. erh. Petaia 80.+2 erh. Erhöhungen: Foley (1/1) Hodge (1/1) | Eden Park, Auckland Schiedsrichter: Andrew Brace (Irland) |

| 24. September 2022 17:05 SAST (UTC+2) | Südafrika | 38 : 21        | Argentinien                                                                               | Kings Park Stadium, Durban Schiedsrichter: Damon Murphy (Australien) |
| 24. September 2022 17:05 SAST (UTC+2) | Versuche: Wiese 19. erh. Kolisi 29. erh. Strafversuch (2) 55., 72. Arendse 80.+1 erh. Erhöhungen: Steyn (3/3) Straftritte: Steyn (1/1) 38. | (17:7) Bericht | Versuche: Bertranou 40. erh. González 47. erh. Moroni 68. erh. Erhöhungen: Boffelli (3/3) | Kings Park Stadium, Durban Schiedsrichter: Damon Murphy (Australien) |

## Statistik
|   | Name                 | Versuche | Land        |
| - | -------------------- | -------- | ----------- |
| 1 | Samisoni Taukei’aho  | 5        | Neuseeland  |
| 2 | Juan Martín González | 4        | Argentinien |
| 3 | Fraser McReight      | 3        | Australien  |

|   | Name                 | Punkte | Land        |
| - | -------------------- | ------ | ----------- |
| 1 | Emiliano Boffelli    | 71     | Argentinien |
| 1 | Richie Moʻunga       | 71     | Neuseeland  |
| 3 | Handré Pollard       | 32     | Australien  |
| 4 | Samisoni Taukei’aho  | 25     | Neuseeland  |
| 5 | Juan Martín González | 20     | Argentinien |

Quelle: super.rugby